# Конвенция о пресечении обращения порнографических изданий и торговли ими
Конвенция «О пресечении обращения порнографических изданий и торговли ими» от 12 сентября 1923 года — международное соглашение, направленное на борьбу с порнографией. Предложено Лигой Наций и подписано в Женеве. В 1947 году была принята поправка к соглашению. На 2013 год в соглашении участвуют 56 стран.
Соглашение было заключено 12 сентября 1923 года под названием International Convention for the Suppression of the Circulation of and Traffic in Obscene Publications и вступило в силу 7 августа 1924. Оно было создано как дополнение к парижскому договору 1910 года «Соглашение относительно пресечения обращения порнографических изданий» (англ. Agreement for the Suppression of the Circulation of Obscene Publications). По конвенции 1923 года страны согласились ввести уголовную ответственность за изготовление или хранение в целях продажи, распространения или публичного выставления; ввоз, вывоз, торговлю, распространение или прокат, рекламирование:

порнографических сочинений, рисунков, гравюр, картин, печатных изданий, изображений, афиш, эмблем, фотографий, кинематографических фильмов или любых других порнографических предметов
Оригинальный текст (англ.)obscene writings, drawings, prints, paintings, printed matter, pictures, posters, emblems, photographs, cinematograph films or any other obscene objects

20 октября 1947 года 2-й сессией Генеральной Ассамблеей ООН был утвержден Протокол к Конвенции в виде «Резолюции 126 (II)2». 12 ноября 1947 года на конференции ООН в деревне Лейк-Саксесс, штат Нью-Йорк, начато подписание протокола. Одно из изменений убрало из названия слово «Международное» («International»).
По состоянию на 2013 год изменённую конвенцию подписало 56 стран. Зимбабве подписало исходную конвенцию, но не протокол к ней. Из конвенции вышли страны: Дания (1968), Германия (1974), Нидерланды (1986).

## Подписавшие страны
Список приводится в соответствии с названиями стран на момент подписания.
- Княжество Албания
- Германия
- Первая Австрийская Республика
- Бельгия
- Королевство Египет
- Перу
- Первая Бразильская республика
- Великобритания
- Южно-Африканский Союз
- Новая Зеландия
- Британская Индия
- Ирландское Свободное государство
- Королевство Болгария
- Китайская республика (1912—1949)
- Колумбия
- Коста-Рика
- Куба
- Королевство Испания (1874—1931)
- Финляндия
- Третья Французская республика
- Королевство Греция
- Гаити
- Гондурас
- Королевство Венгрия (1920—1946)
- Королевство Италия (1861—1946)
- Японская империя
- Латвия
- Литва
- Люксембург
- Монако
- Панама
- Шаханшахское Государство Иран
- Вторая Польская Республика
- Вольный город Данциг
- Первая Португальская республика
- Эль-Сальвадор
- Королевство Югославия
- Королевство Сиам
- Швейцария
- Чехословакия
- Турция
- Уругвай
- Юго-Западная Африка
- Западное Самоа
- Королевство Афганистан
- Австралия
- Беларусь
- Королевство Камбоджа (1953—1970)
- Канада
- Кипр
- Чешская Республика
- Республика Конго
- Фиджи
- Гана
- Гватемала
- Ямайка
- Иордания
- Лесото
- Либерия
- Мадагаскар
- Малави
- Малайская Федерация
- Мальта
- Маврикий
- Мексика
- Черногория
- Бирма
- Нигерия
- Норвегия
- Пакистанский доминион
- Социалистическая республика Румыния
- Советский Союз (подписал 08.07.1935)
- Сербия и Черногория
- Сьерра-Леоне
- Словакия
- Соломоновы Острова
- Доминион Цейлон
- Тринидад и Тобаго
- Танганьика
- Замбия
- Зимбабве
- Восточная Германия
- Суринам
- Казахстан

В России, по данным МИД РФ, конвенция была ратифицирована СССР 08.07.1935. После ратификации, 17 октября 1935 ЦИК СНК СССР принял постановление «Об ответственности за изготовление, хранение и рекламирование порнографических изданий, изображений или торговлю ими», которое привело к дополнению уголовных кодексов республик союза статьей: "Изготовление, распространение и рекламирование порнографических сочинений, печатных изданий, изображений и иных предметов, а также торговля ими и хранение с целью продажи или распространения их", с мерами в виде лишения свободы на срок до пяти лет с обязательной конфискацией порнографических предметов и средств их производства. Например, УК РСФСР 1926 года был дополнен статьей 182.1 (25 ноября 1935 года), без уточнения понятия порнографических сочинений и изданий. В уголовном кодексе РСФСР 1960 года статья попала в главу 10 «Преступления против общественной безопасности, общественного порядка и здоровья населения» под номером 228, со снижением наказания (до трех лет) и возможностью назначения штрафа до 100 рублей. В УК РФ преступление описано в статье 242 (появилась в 1996 году. В 2012 году статья 242 была изменена законом N 14-ФЗ от 29.02.2012. 

## Критика
Авторами словаря «Экономика и право» отмечается, что часть норм конвенции фактически не исполняется, многие положения договора устарели.
Есть мнение что конвенция описывает лишь печатную продукцию.